# Corral

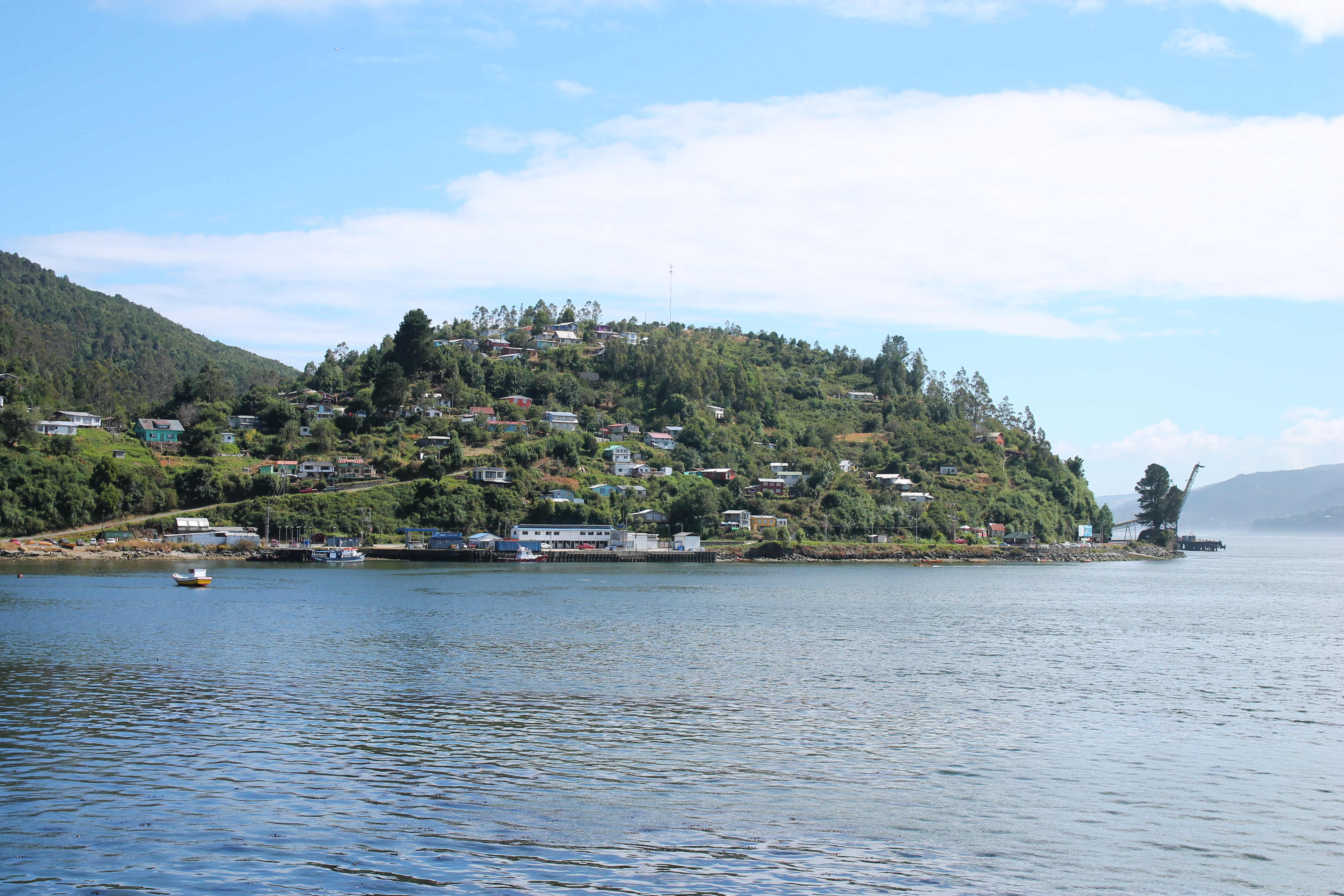
Vista panorâmica de Corral

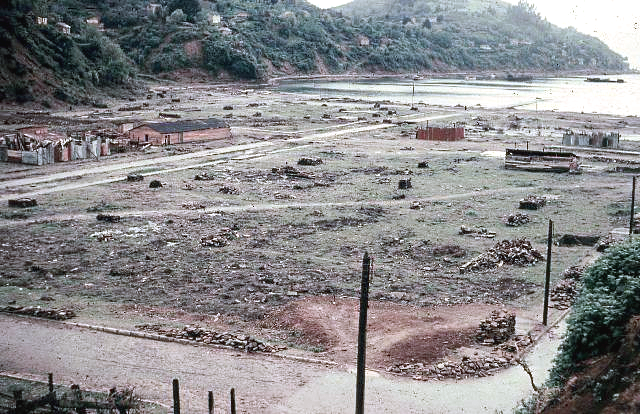
O centro de Corral foi completamente destruída - 11/1960

Corral é uma pequena cidade do sul do Chile, localizada na província de Valdivia, Região de Los Rios, a baía de mesmo nome e a foz do Rio Valdivia, a 15 km de Valdivia, a capital Regional, e a 850 km de Santiago, capital de Chile.

## Historia
Corral nos tempos da conquista espanhola, foi uma baía muito fortificada com um poderoso sistema defensivo de fortes devido à insegurança dos espanhois, frente aos constantes ataques de piratas e corsários de outros países. Tanta foi a preocupação com segurança que foram construídos 17 fortes em todo o perímetro das cidades de Valdivia e Corral, cabe destacar entre eles, o Castillo San Sebastián de Corral, Castillo de la Pura y Limpia Concepción de Manfort de Lemus (ou simplesmente Fuerte Niebla) e o Castillo San Pedro de Alcántara de Mancera. Em 1820 Lord Thomas Alexander Cochrane assalta as fortificações na espetacular Tomada de Valdivia pelas forças patriotas da nova República.
Em 1960, no dia 22 de maio às 15 horas, todo o sul do Chile foi sacudido pelo Terremoto de Valdivia de 1960, de 9,5 graus na escala Richter. Esta catástrofe trouxe efeitos em grande parte do país e foi de tal envergadura que o tsunami que se formou, afetou as costas do Japão. Na baía de Corral (em Corral e Niebla especificamente) formaram-se as mais altas ondas deste maremoto ou tsunami, 12 m de altura registrados na cidade de Corral.

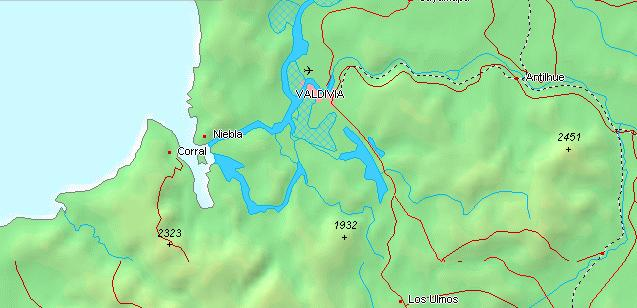
Mapa de Localização

## Localização
A comuna se localiza na baía homônima (também desembocadura do rio Valdivia), em frente à localidade de Niebla, pertencente a Valdivia, e próxima às Ilhas Mancera e Del Rey. Limita-se ao norte com a comuna de Valdivia, a leste com a comuna de Paillaco e ao sul com a comuna de La Unión.